# Hieronymus Oesterreicher
Hieronymus Oesterreicher (* 6. März 1790 in Zlabings; † 23. Februar 1854) war ein österreichischer Ordensgeistlicher.

## Leben
Oesterreicher wurde am 10. Oktober 1811 im Stift Klosterneuburg eingekleidet, legte am 10. April 1814 die feierliche Profess ab und verrichtete am 8. September 1816 sein erstes feierliches Messopfer. Im gleichen Jahr übernahm er das Lehramt der Dogmatik an der theologischen Hauslehranstalt im Stift. Im Oktober 1822 erhielt er das Amt des Novizmeisters. 1829 wurde er als Pfarrverweser nach St. Martin in der Unterstadt von Klosterneuburg entsandt. Er wurde 1834 Landdechant und am 8. Juli 1850 in den Gemeindeausschuss der Stadt Klosterneuburg gewählt. Zuletzt war er auch fürsterzbischöflicher Konsistorialrat und Schuldistriktaufseher für das Dekanat Klosterneuburg.

## Auszeichnungen
- Ritterkreuz des Franz-Joseph-Ordens

## Werke
- Das katholische Glaubens-Princip aus der Geschichte der christlichen Offenbarung nachgewiesen (mit Franz Xaver Schwoy, Wien 1823)
- Die Eucharistie, das Einzige, unblutige und wahre Opfer des neuen Bundes. In: Neue theologische Zeitschrift 4 (1831), S. 2–45
- Predigt gehalten am 1. Sonntag nach Pfingsten 1831, an welchem das Fest des hl. Jakobus d. Aelteren in der neu erbauten Kirche der Mechitharisten-Congregation zu Klosterneuburg zum erstenmal gefeiert wird (Wien 1831)
- Die Dreifaltigkeitssäule auf dem unteren Stadtplatz zu Klosterneuburg (Wien 1835) (Online)
- Kurze Darstellung des wesentlichen Organismus der katholischen Kirche (Wien 1848)